# Moses Isaac Finley
Sir Moses Isaac Finley (født 20. maj 1912 i New York; død 23. juni 1986 i Cambridge) var en britisk antikhistoriker, som var født i USA. Oprindeligt studerede Finley jura og psykologi. På grund af Mccarthyismen blev han afskediget fra sin ansættelse ved Rutgers University, så i 1954 emigrerede Finley til Storbritannien. Siden 1955 var Finley ansat ved Cambrigde University; i perioden 1970-79 var han professor.
Finley var af jødisk afstamning og hed oprindeligt hed Moses Israel Finkelstein. Men han distancerede sig fra jødedommen.
I 1962 blev Finley britisk statsborger. I 1971 blev han Fellow of the British Academy. I 1979 slog dronning Elizabeth II ham til ridder.